# Zygmunt Brockhusen
Zygmunt Antoni Brockhusen ps. „Antoni”, „2339” (ur. 17 stycznia 1894 w Warszawie, zm. 16 lutego 1981 w Łodzi) – major piechoty Wojska Polskiego, kawaler Orderu Virtuti Militari.

## Życiorys
Urodził się 17 stycznia 1894 w rodzinie Bogdana, obywatela ziemskiego i agronoma oraz Marii z Oranowskich. W 1905 był uczestnikiem strajku szkolnego, następnie uczył się na kompletach, później w Gimnazjum im. Mikołaja Reja i wreszcie od września 1912 w Gimnazjum Mariana Rychłowskiego, w którym w sierpniu 1914 otrzymał świadectwo dojrzałości.
W lutym 1915 został wcielony do armii rosyjskiej, w której służył początkowo w stopniu szeregowego w 30 zapasowym batalionie piechoty. W miesiącach kwiecień–sierpień uczęszczał do szkoły chorążych w Moskwie, a po jej ukończeniu dowodził plutonem w 265 batalionie piechoty.
Dowódca plutonu od grudnia 1915 w utworzonej w Bobrujsku Brygadzie Strzelców Polskich. W lutym 1917 po przeformowaniu brygady w Dywizję Strzelców Polskich, został w niej dowódcą kompanii 3 pułku strzelców. Służył od września w 10 pułku strzelców I Korpusu Polskiego na Wschodzie, gdzie był początkowo dowódcą kursu oficerskiego i dowódcą kompanii, od listopada 1917 dowodził batalionem, żeby od stycznia 1918 ponownie dowodzić kompanią. W maju rozwiązano I Korpus, więc w następnym miesiącu powrócił do Warszawy.
Studiował od października 1918 na Wydziale Prawa Uniwersytetu Warszawskiego, a studia na tym wydziale usiłował godzić z późniejszą czynną służbą wojskową. Podejmował je jeszcze dwukrotnie: w październiku 1922 i 1925. Zaliczył pierwszy rok w styczniu 1927, a próbował je kontynuować także i później po przeniesieniu w stan spoczynku. Od października 1935 przez krótki okres studiował na drugim roku Wydziału Prawa Uniwersytetu Warszawskiego.
Uczestniczył w Łodzi w listopadzie 1918 w rozbrajaniu Niemców i w tym samym miesiącu rozpoczął służbę ochotniczą w Wojsku Polskim. Przydzielony został do 28 pułku piechoty w którym dowodził kompanią, a od grudnia Legią Akademicką. Był od lutego 1919 adiutantem pułku, a od maja adiutantem batalionu zapasowego 28 pp. Referent w sztabie 10 Dywizji Piechoty od lipca 1919 i w tym samym miesiącu przeniesiony na stanowisko oficera ordynansowego dowódcy IX Brygady Piechoty Dywizji Lwowskiej. Mianowany w kwietniu 1920 referentem sekcji mobilizacyjnej Oddziału I Ministerstwa Spraw Wojskowych. W lipcu został przydzielony do załogi pociągu pancernego „Zagończyk” na stanowisko dowódcy oddziału szturmowego, a w kwietniu 1921 został dowódcą tego pociągu. Od lutego 1924 służył w 30 pułku Strzelców Kaniowskich. W miesiącach maj–październik 1924 uczęszczał na kursu doszkolenia młodszych oficerów w Chełmnie i powrócił do 30 pułku na stanowisko dowódcy kompanii, a już od maja 1925 dowodził III batalionem. Został przeniesiony w lipcu 1926 do dyspozycji Dowództwa Okręgu Korpusu Nr I w Warszawie. W październiku 1926 został komendantem składnicy wojennej 54 pułku piechoty. 17 marca 1927 został przeniesiony do 69 pułku piechoty w Gnieźnie na stanowisko dowódcy III batalionu. W okresie od października do grudnia 1928 był słuchaczem kursu dla oficerów sztabowych w Centralnej Szkole Strzelniczej w Toruniu. Po ukończeniu kursu powrócił na stanowisko dowódcy baonu. W marcu 1930 został przeniesiony do PKU Łódź Miasto II na stanowisko kierownika I referatu. We wrześniu 1933 został wyznaczony na stanowisko komendanta Powiatowej Komendy Uzupełnień Łódź-Miasto II. W marcu 1934 został zwolniony z zajmowanego stanowiska z pozostawieniem bez przynależności służbowej i równoczesnym oddaniem do dyspozycji dowódcy Okręgu Korpusu Nr IV. Z dniem 31 sierpnia 1934 został przeniesiony w stan spoczynku. Zamieszkał w Warszawie i utrzymywał się z emerytury wojskowej. Podczas okupacji mieszkał przy ul. Wyspiańskiego 6 pod rodowym nazwiskiem.
W kwietniu 1943 został wprowadzony do konspiracji w Stronnictwie Narodowym przez rotmistrza Aleksandra Lossow-Niemojowskiego. W listopadzie 1943 objął dowództwo batalionu NOW – AK „Antoni” i sprawował je do 6 sierpnia 1944. Dowodzony przez niego pododdział od lipca 1944 stanowił odwód komendanta Okręgu AK Warszawa. Dowódcą odwodu był podpułkownik Franciszek Rataj ps. „Paweł”.
6 sierpnia 1944, w czasie powstania warszawskiego, został ranny podczas obrony cmentarzy wolskich. Nocą z 6 na 7 sierpnia resztki jego zdziesiątkowanego oddziału zostały wycofane na Stare Miasto i tam wcielone do batalionu „Gustaw”. 10 sierpnia 1944 Brockhusen został komendantem Kwatery Głównej Grupy „Północ”, a 1 września przeniesiony do dyspozycji komendanta Obwodu Śródmieście Okręgu Warszawa AK, pułkownika Franciszka Edwarda Pfeiffera „Radwana”. Po upadku powstania przebywał w Stallagu XI C (311) Bergen-Belsen i XI B Fallingbostel, a następnie oflagach II D Gross-Born, X B Sandbostel i Lubeka. 2 maja 1945 został uwolniony przez oddziały brytyjskie z niewoli niemieckiej, a od lipca dowodził I batalionem oficerskim III Zgrupowania w Glashütte.
Powrócił do kraju jesienią 1946 i zamieszkał w Łodzi. Pracował tam aż do przejścia na emeryturę w 1968 w Zjednoczeniu Przemysłu Artykułów Technicznych. Zmarł 16 lutego 1981 i został pochowany na cmentarzu Powązkowskim w Warszawie w grobie rodzinnym Oranowskich (kwatera 46-6-27,28).

## Rodzina
Od 1921 był żonaty z Heleną z Sikorskich (1900–1934), z którą miał syna Bogdana (1924–1943), harcerza 71 Warszawskiej Drużyny Harcerskiej, członka konspiracyjnego SN, ps. „2458”, żołnierza Kedywu AK, który zginął w akcji 31 lipca 1943 w Warszawie.
W 1946 zawarł drugi związek małżeński z Krystyną ze Skórskich (ur. 1924) zamieszkałą w Łodzi. W tym związku urodziło się dwoje dzieci. W 1947 przyszła na świat córka Barbara, po mężu Mc Milian, z zawodu bibliotekarka, zamieszkała w Cumbernauld, w Szkocji. Siedem lat później urodził się syn Zygmunt, który był nauczycielem i dyrektorem Szkoły Podstawowej w Domaniewicach.

## Ordery i odznaczenia
- Krzyż Srebrny Orderu Wojskowego Virtuti Militari nr 5130 (1922)[12]
- Krzyż Niepodległości (23 grudnia 1933)[13]
- Krzyż Kawalerski Orderu Odrodzenia Polski
- Krzyż Walecznych (trzykrotnie: po raz 2 i 3 w 1921)[14]
- Złoty Krzyż Zasługi (7 czerwca 1939)[15]
- Krzyż Armii Krajowej (1970)
- Order Świętego Stanisława III klasy z mieczami i wstęgą (Imperium Rosyjskie)